# يوسف عزران
يوسف عزران -Yosef Azran- ( العبرية : יוסף עזרן، ولد 19 أكتوبر 1941 توفي 10 فبراير 2010). كان حاخام إسرائيلي والسياسي الذي شغل منصب عضو في الكنيست بين عامي 1988 و 1996، ومنصب نائب وزير المالية من عام 1990 حتى عام 1992

## سيرة شخصية
ولد عزران في مراكش بالمغرب عام 1941 ، وقدم إلى إسرائيل عام 1957. درس في مدرسة دينية بعد المدرسة الثانوية، ورُسِّم كحاخام في معهد هاري فيشيل. عمل حاخامًا في أحد الأحياء في القدس ، مديرًا لمدرسة داخلية في ستراسبورج بفرنسا، كمدير لمؤسسة التوراة في أشدود ، قبل أن يصبح الحاخام الأكبر لكريات ملاخي ولاحقا ريشون لتسيون.
انضم إلى حزب شاس الجديد في الثمانينات، وانتخب للكنيست على قائمة الحزب في عام 1988. في 2 يوليو 1990 تم تعيينه نائبا لوزير المالية. احتفظ بمقعده في انتخابات 1992 ، ولكن في 28 فبراير 1996 ترك الحزب ليجلس مستقلًا. خلال الكنيست ال 13 كان نائب رئيس البرلمان. في انتخابات مايو 1996 ، ترأس حزبًا جديدًا يدعى تليم امونا، لكنه فاز بنسبة 0.4٪ فقط من الأصوات، وفشل في تجاوز العتبة الانتخابية، وفقد مقعده.
توفي في عام 2010 عن عمر يناهز 68 عاما.